# Протиправцева вакцина

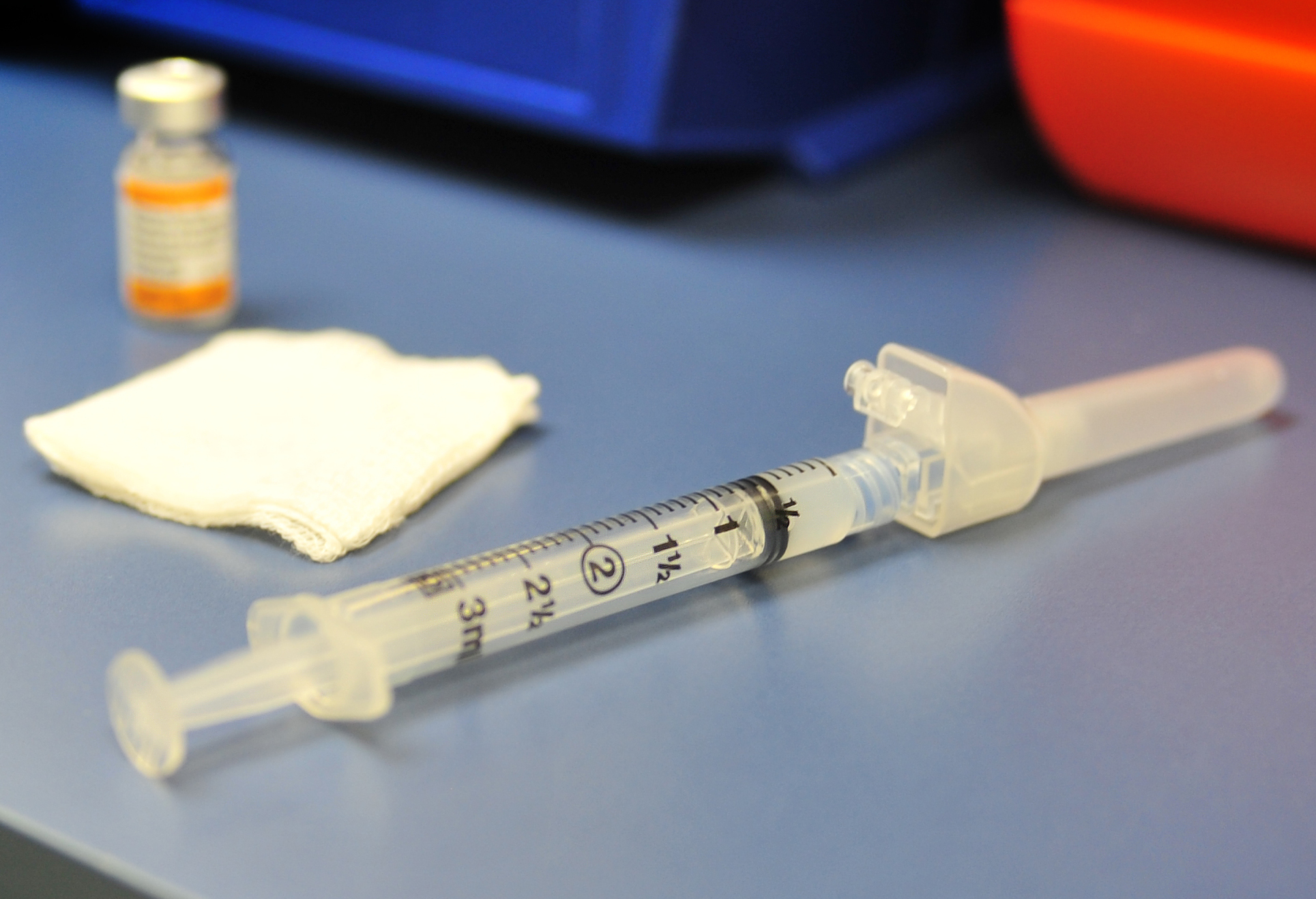
Вакцина АКДС яка містить протиправцевий анатоксин, набрана в шприц перед вакцинацією

Протиправцева вакцина (вакцина проти правця; правцевий анатоксин (токсоїд)) — препарат який використовують для активної імунопрофілактики яка проводиться в межах планових щеплень або екстреної специфічної профілактики правця.
Анатоксин правцевий (спеціально оброблений екзотоксин правця, який зберігає свою імунологічну активність) становить основу всіх сучасних протиправцевих вакцин. Правцевий анатоксин індукує формування антитоксичного імунітету, однак не перешкоджає розвитку правцевої інфекції, але запобігає її токсичним проявам. Може застосовуватися в комбінації з дифтерійним анатоксином (адсорбований дифтерійно-правцевий анатоксин) і вакциною проти коклюшу (асоційована коклюшно-дифтерійно-правцева вакцина).

## Історія
У 1890 році К. Фабер (Данія) описав правцевий токсин. У 1897—1898 роках німецький імунолог Пауль Ерліх знешкодив токсин за допомогою сірковуглецю і дав точну характеристику отриманого токсоїду. За цю роботу він одержав Нобелівську премію. У 1925 році Гастон Рамон, французький імунолог, запропонував методику обробки токсину формаліном і застосував отриманий анатоксин як вакцину.
Наприкінці 1940-х років вакцини, що містять правцевий анатоксин, були введені в планову вакцинацію дітей.

## Процес виробництва
Екзотоксин правця піддають хімічній обробці 0,3–0,8 % розчином формаліну у нейтральному середовищі при температурі 35–40 °С протягом 3–4 тижнів. Після цього токсини повністю втрачають свої токсичні властивості, але зберігають антигенні й імуногенні властивості. Потім правцевий анатоксин очищають від баластних речовин, концентрують і адсорбують на гідроксиді алюмінію або інших сорбентах. Далі проводять перевірку отриманого препарату на стерильність, нешкідливість і активність. Активність правцевого анатоксину визначають у реакції нейтралізації токсину антитоксином та реакції флокуляції, виражаючи в міжнародних одиницях (МО).

## Варіанти препаратів

### Препарати, що застосовуються для планової активної імунізації проти правця
Правцю можна запобігти шляхом імунізації вакцинами, що містять правцевий анатоксин (TTCV — tetanus-toxoid-containing vaccines).
| Назва                                                                      | Скорочення | Міжнародне скорочення | Характеристика |
| -------------------------------------------------------------------------- | ---------- | --- | --- |
| Адсорбована кашлюково-дифтерійно-правцева вакцина                          | АКДП-в     | DTaP (Infanrix і Daptacel) або Tdap (Boostrix і Adacel) Tdap містить зменшену кількість деяких кашлюкових антигенів і дифтерійного анатоксину. Вакцина Бустрикс містить меншу кількість правцевого анатоксину порівняно з Інфанріксом. | містить в 1.0 мл. 20 млрд інактивованих кашлюкових мікробних клітин, 30 флюкуючих одиниць (Zf) дифтерійного та 10 одиниць зв'язування (ОЗ) правцевого анатоксину |
| Адсорбований дифтерійно-правцевий анатоксин                                | АДП-а      | DT | містить в 1.0 мл. 60 (Zf) дифтерійного та 20 ОЗ правцевого анатоксинів.                                                                                          |
| Адсорбований дифтерійно-правцевий анатоксин зі зменшеним вмістом антигенів | АДП-М-а    | Td [Tenivac і Tdvax] (зменшена кількість дифтерійного анатоксину порівняно з DT) | містить в 1 мл 10 Zf та 10 ОЗ правцевого анатоксинів |
| Адсорбований правцевий анатоксин                                           | АП-а       | TT (tetanus toxoid) | містить в 1.0 мл. 20 ОЗ правцевого анатоксину |

#### Комбіновані вакцини
Існує п'ять комбінованих вакцин, які містять вакцину DTaP (АКДП):
- DTaP-HepB-IPV (Pediarix)
- DTaP-IPV/Hib (Pentacel)
- DTaP-IPV (Kinrix і Quadracel)
- DTaP-IPV-Hib-HepB (Vaxelis)

Планова вакцинація проти правця проводиться згідно Національного календаря профілактичних щеплень.

### Препарати, що застосовуються при екстреній імунопрофілактиці правця
При екстреній імунопрофілактиці правця використовують Адсорбований правцевий анатоксин (АП-а) або Адсорбований дифтерійно-правцевий анатоксин (АДП-а), зі зменшеним вмістом антигенів (АДП-М-а). Додатково, за показами, може також призначатися препарати протиправцевого імуноглобуліну (сиворотки) — Протиправцевий людський імуноглобулін (ППЛІ) або Протиправцеву сироватку (ППС), яку отримують з крові гіперімунізованих коней.
Призначення засобів для екстреної імунопрофілактики правця здійснюється диференційовано залежно від наявності документального підтвердження про щеплення, або даних імунологічного контролю напруженості протиправцевого імунітету, а також враховуючи характер травми.

### Зареєстровані вакцини проти правця в Україні
За даними з Державного реєстру лікарських засобів України станом на 2024 рік в Україні зареєстровані наступні вакцини з МНН «tetanus toxoid».
| Назва | Форма випуску | Склад діючих речовин | Виробник                                                                                             |
| --- | --- | --- | --- |
| АП-БІОЛІК | суспензія для ін'єкцій, 10 ОЗ/доза по 0,5 мл (1 доза) або 1 мл (2 дози) в ампулах по 10 ампул                                                                                              | 1 доза (0,5 мл) містить: правцевий анатоксин — 10 одиниць зв'язування (ОЗ) | ТОВ «БІОЛІК ФАРМА», Україна                                                                          |
| АП ВАКЦИНА / TT VACCINE | суспензія для ін'єкцій 10 Lf (не менше 40 МО)/0,5 мл; 5 мл (10 доз) у флаконі; по 10 флаконів у коробці                                                                                    | 1 доза (0,5 мл) містить очищений правцевий анатоксин 10 Lf (не менше 40 МО) | ПТ Біо Фарма (Персеро), Індонезія                                                                    |
| ТЕТАТОКС / TETATOX | суспензія для ін'єкцій, 0,5 мл (1 доза); ампули по 0,5 мл (1 доза) 10 або 50 ампул у картонній коробці; флакони по 5 мл (10 доз), або по 10 мл (20 доз) по 10 флаконів у картонній коробці | очищений правцевий анатоксин — не менше 40 МО | ББ-НЦІПД Лтд., Болгарія                                                                              |
| АДП-Біолік | суспензія для ін'єкцій по 0,5 мл (1 доза) або 1 мл (2 дози) в ампулі, по 10 ампул у пачці                                                                                                  | 0,5 мл (1 доза) препарату містить: дифтерійний анатоксин (отриманий шляхом інактивації токсину формальдегідом) — 30 флокулюючих одиниць (Lf); правцевий анатоксин (отриманий шляхом інактивації токсину формальдегідом) — 10 одиниць зв'язування (ОЗ) | АТ «БІОЛІК», Україна                                                                                 |
| ВАКЦИНА ДЛЯ ПРОФІЛАКТИКИ ДИФТЕРІЇ ТА ПРАВЦЯ, АДСОРБОВАНА, ІЗ ЗМЕНШЕНИМ ВМІСТОМ АНТИГЕНУ                                                                  | суспензія для ін'єкцій, по 10 доз (одна доза 0,5 мл) по 5 мл у флаконах № 24 | кожна доза по 0,5 мл містить: Дифтерійний анатоксин 2 флокулюючі одиниці (? 2 МО), Правцевий анатоксин 8,8 флокулюючих одиниць (? 20 МО) | БАЙОЛОДЖІКАЛ І. ЛІМІТЕД, Індія                                                                       |
| ДІФТЕТ ДТ ВАКЦИНА дифтерії та правця вакцина (адсорбована) / DIFTET DT VACCINE Diphteria and tetanus vaccine (adsorbed)                                  | суспензія для ін'єкцій по 10 доз (одна доза 0,5 мл) по 5 мл (10 доз ІМ) у флаконах № 10 у картонній коробці                                                                                | 1 доза (0,5 мл) містить: дифтерійний анатоксин не менше 30 МО, правцевий анатоксин не менше 40 МО | ББ-НЦІПХ Лтд., Болгарія                                                                              |
| АДП-М-БІОЛІК | суспензія для ін'єкцій по 0,5 мл (1 доза) або 1 мл (2 дози) в ампулах; по 10 ампул у пачці з картону                                                                                       | 0,5 мл (1 доза) препарату містить: дифтерійний анатоксин — 5 флокулюючих одиниць (Lf); правцевий анатоксин — 5 одиниць зв'язування (ОЗ) | АТ «БІОЛІК», Україна                                                                                 |
| ВАКЦИНА ДЛЯ ПРОФІЛАКТИКИ ДИФТЕРІЇ ТА ПРАВЦЯ АДСОРБОВАНА (ПЕДІАТРИЧНА) DIPHTHERIA AND TETANUS VACCINE ADSORBED (PAEDIATRIC)                               | суспензія для ін'єкцій, по 0,5 мл (1 доза) в ампулі, по 5 мл (10 доз) у флаконі, по 10 мл (20 доз) у флаконі; по 50 ампул або по 50 флаконів                                               | кожна окрема доза для людини по 0,5 мл містить: дифтерійний анатоксин ? 25 флокулюючих одиниць (? 30 МО); правцевий анатоксин ? 5 флокулюючих одиниць (? 40 МО)                                                                                       | СЕРУМ ІНСТИТУТ ІНДІЇ ПВТ. ЛТД., Індія                                                                |
| DIFTET (DT VACCINE) DIPHTHERIA AND TETANUS VACCINE (ADSORBED) / ДІФТЕТ (ДП ВАКЦИНА) ВАКЦИНА ДЛЯ ПРОФІЛАКТИКИ ДИФТЕРІЇ ТА ПРАВЦЯ (АДСОРБОВАНА)            | суспензія для ін'єкцій, по 10 доз (1 доза — 0,5 мл) по 5 мл (10 доз в/м) у флаконах або 20 доз (1 доза — 0,5 мл) по 10 мл (20 доз в/м) у флаконах, по 10 флаконів                          | 1 доза (0,5 мл) містить: дифтерійний анатоксин — не менше 30 МО (15,0 флокулюючих одиниць), правцевий анатоксин — не менше 40 МО (10,0 флокулюючих одиниць)                                                                                           | ББ-НЦІПХ Лтд., Болгарія                                                                              |
| ВАКЦИНА ДЛЯ ПРОФІЛАКТИКИ ДИФТЕРІЇ ТА ПРАВЦЯ, АДСОРБОВАНА, ДЛЯ ДОРОСЛИХ ТА ПІДЛІТКІВ / DIPHTHERIA AND TETANUS VACCINE ADSORBED FOR ADULTS AND ADOLESCENTS | суспензія для ін'єкцій по 5 мл (10 доз) у флаконі, по 50 флаконів у пачці з картону | 1 доза (0,5 мл) містить: дифтерійний анатоксин ? 5 флокулюючих одиниць (? 2 МО); правцевий анатоксин ? 5 флокулюючих одиниць (? 40 МО) | СЕРУМ ІНСТИТУТ ІНДІЇ ПВТ. ЛТД. (виробництво, первинне та вторинне пакування, контроль якості), Індія |
| ТЕТАДІФ / TETADIF | суспензія для ін'єкцій, 0,5 мл (1 доза); ампули по 0,5 мл (1 доза) по 10 або 50 ампул у картонній коробці; флакони по 5 мл (10 доз) по 10 флаконів у картонній коробці                     | 1 доза (0,5 мл) містить: очищений дифтерійний анатоксин — не менше 4 МО; очищений правцевий анатоксин — не менше 40 МО | ББ-НЦІПД Лтд., Болгарія                                                                              |

## Використання
Імунізації підлягають усі особи, котрі не мають протипоказів. Повний курс первинної імунізації передбачає первинну вакцинацію, що включає три щеплення АКДП-вакциною з інтервалом в 1 місяць та першу ревакцинацію, яку проводять у 18 місяців життя. Для підтримки імунітету проти правцю на достатньому рівні необхідно періодично з інтервалом 10 років проводити ревакцинацію шляхом одноразового введення АП-анатоксину або АДПм-анатоксином.
Після закінчення курсу імунізації організм людини протягом тривалого часу (10 років) зберігає здатність до швидкого (протягом 2-3 днів) вироблення антитоксинів у відповідь на повторне введення (ревакцинація) АП-анатоксину.

## Ефективність

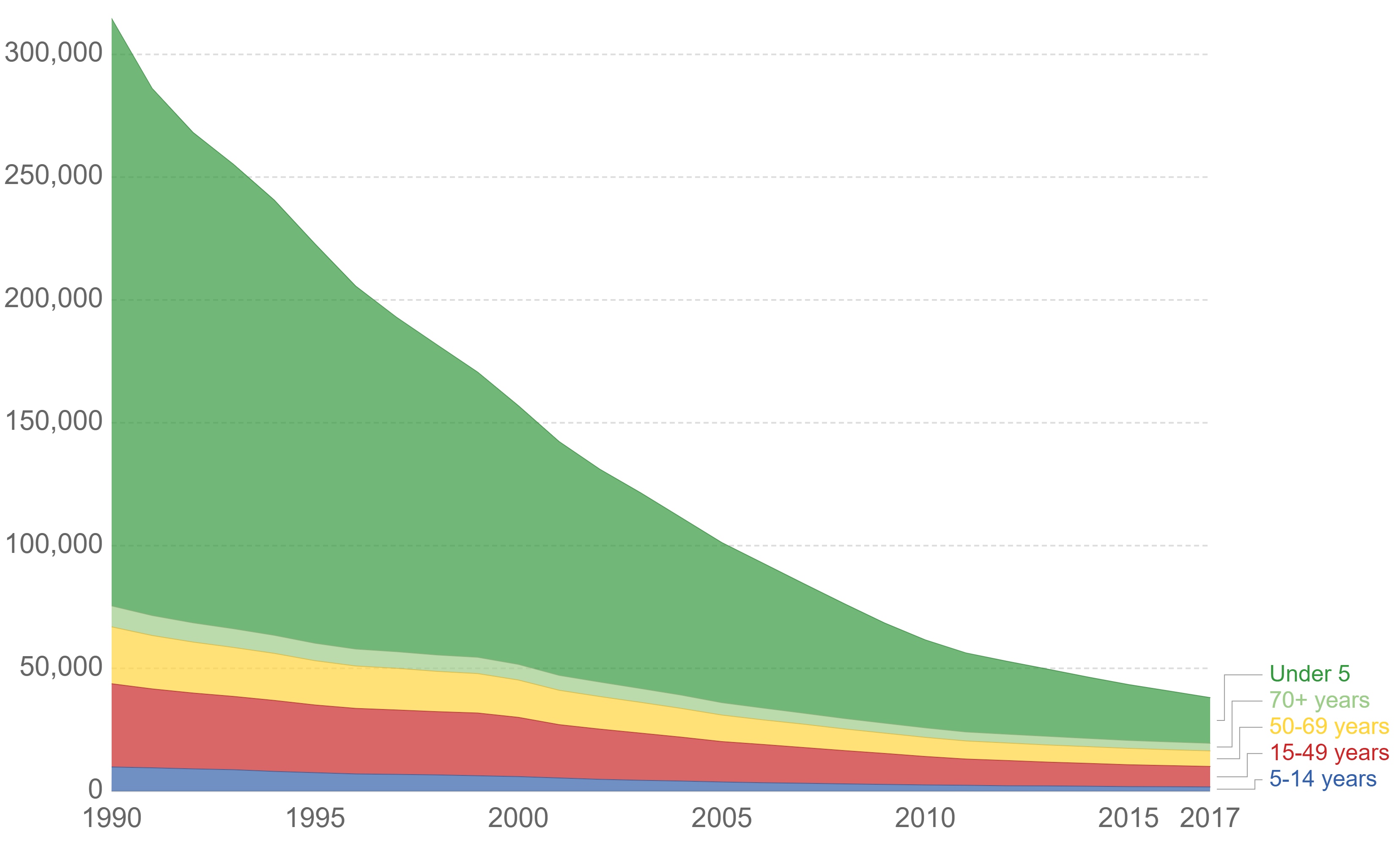
Зменшення смертності від правця за віковими групами між 1990 і 2017 роками

У всьому світі смертність від правця у новонароджених зменшилася з 787 000 у 1988 році до 58 000 у 2010 році та 34 000 смертей у 2015 році (зниження на 96 % порівняно з 1988 роком).
Після 1940-х років показники захворюваності на правець постійно знижувалися. З середини 1970-х років у Сполучених Штатах щорічно реєструється від 50 до 100 випадків (приблизно 0,05 випадків на 100 000). Зовсім недавно, з 2009 по 2018 роки, в середньому повідомлялося про 29 (діапазон 18-37 років) випадків на рік. З 297 випадків, зареєстрованих протягом цього 10-річного періоду, було 19 смертей, усі серед дорослих віком 55 років і старше. У 2018 році зареєстровано 23 випадки правця, летальних випадків немає. Майже всі випадки є серед тих, хто ніколи не отримував вакцину, або дорослих, які не встигли зробити ревакцинацію протягом 10 років.

### В Україні
З початку повномасштабного вторгнення в Україні зареєстровано 22 випадки правця. Зокрема, в лютому 2024 випадок правця було зафіксовано в Черкаській області: захворіла нещеплена 13-річна дитина, що провела більше трьох місяців у відділенні інтенсивної терапії. У липні та вересні 2024 року відповідно до дитячої лікарні ОХМАТДИТ у Львові потрапили 13-річна нещеплена дівчинка та 10-річний нещеплений хлопчик.
В 2023 році було зареєстровано 6 випадків правця: 2 в Миколаївській області, по 1 — у Хмельницькій, Львівській, Івано-Франківській та Вінницькій областях. Згідно даних Центру громадського здоров'я, за 11 місяців 2023 року, відповідно до Календаря профілактичних щеплень ревакцинацію від дифтерії та правця отримало лише 47,8 % від запланованої кількості дорослих осіб.